# منتخب رومانيا تحت 20 سنة لاتحاد الرغبي
منتخب رومانيا الوطني لاتحاد الرغبي تحت 20 سنة هو ممثل رومانيا الرسمي في المنافسات الدولية في اتحاد الرغبي .

## وصلات خارجية
- الموقع الرسمي